# De kleur van granaatappels
De kleur van granaatappels (Armeens: Նռան գույնը, Nran goejne) is een film uit 1968 van de Armeense regisseur Sergej Paradzjanov.

## Verhaal
De film De kleur van granaatappels is een biografie van de Armeense troubadour Sajat Nova, waarin de regisseur op een visueel-poëtische wijze het leven van de protagonist in beeld tracht te brengen. De film toont hoe de dichter volwassen wordt, hoe hij het vrouwelijke lichaam ontdekt, hoe hij verliefd wordt, hoe hij het klooster binnentreedt en hoe hij sterft.

## Rolverdeling
| Acteur             | Personage  | Beschrijving        |
| ------------------ | ---------- | ------------------- |
| Sofiko Tsjiaoereli | Sajat Nova | als tiener en engel |
| Melkon Aleksanjan  | Sajat Nova | als kind            |
| Vilen Galstjan     | Sajat Nova | als kloosterling    |
| Giorgi Gegetsjkori | Sajat Nova | als oude man        |
| Spartak Bagasjvili |            | vader van Sajat     |
| Medea Dzjaparidze  |            | moeder van Sajat    |
| Hovhannes Minasjan |            | prins               |
| Onik Minasjan      |            | prins               |